# Stupanj (temperatura)
Stupanj (°, ili grad) je jedinica u temperaturnim ljestvicama. Stupanj se definira kao dio intervala između dvije vrijednosti temperatura u određenoj temperaturnoj ljestvici. Na primjer, u Celzijevoj temperaturnoj ljestvici razlika između temperature ledišta i temperature vrelišta vode podijeljena je na sto dijelova, odnosno stupnjeva (takozvana "centigradna podjela"), dok je Fahrenheitova temperaturna ljestvica između istih točaka (ledište i vrelište) podijeljena na 180 dijelova.
Stupanj se označava malim kružićem ispred početnog slova jedinice, na primjer °Ra za Rankineov stupanj, osim za SI jedinicu kelvin kod koje se kružić ne stavlja.

## Temperaturne ljestvice
Prvu temperaturnu ljestvicu izumio je Sir Isaac Newton oko 1700. godine. Na osnovu te ljestvice je vjerojatno Celzius izradio svoju ljestvicu. I drugi su fizičari izrađivali svoje ljestvice, od kojih su poznate: (sortirano po godini)
| God.   | Ljestvica     | Izumitelj                         | Definicija | Odnos                                              |
| ------ | ------------- | --------------------------------- | --- | -------------------------------------------------- |
| 1700.~ | Newtonova     | Isaac Newton                      | "33 stupnja topline" između tališta snijega i vrelišta vode. | 1 °N = {\displaystyle {\tfrac {100}{33}}} °C       |
| 1701.  | Rømerova      | Ole Rømer                         | Isprva 60 stupnjeva između ledišta otopine soli u vodi i vrelišta vode; kasnije korigirano na ledište čiste vode na 7,5 stupnjeva, s razlikom od 52,5 stupnjeva.                       | 1 °Rø = {\displaystyle {\tfrac {40}{21}}} °C       |
| 1724.  | Fahrenheitova | Gabriel Fahrenheit                | Rađena po Rømerovoj ljestvisci s umnoškom 4 i korigirana na 180 stupnjeva između tališta (°F) i vrelišta vode (°F).                                                                    | 1 °F = {\displaystyle {\tfrac {5}{9}}} °C          |
| 1730.  | Réaumurova    | René Antoine Ferchault de Réaumur | 80 stupnjeva između ledišta i vrelišta vode. | 1 °R = {\displaystyle {\tfrac {4}{5}}} °C          |
| 1732.  | Delisleova    | Joseph-Nicolas Delisle            | Obratna (kao i prvobitna Celzijeva skala), 150 stupnjeva između ledišta (150 °De) i vrelišta (0 °De).                                                                                  | 1 °De = {\displaystyle {\tfrac {2}{3}}} °C         |
| 1742.  | Celzijeva     | Anders Celsius                    | 100 stupnjeva između ledišta i vrelišta vode. Prvobitna je skala imala ledište na 100 stupnjeva, vrelište na 0 stupnjeva, koju je Carolus Linnaeus 1744. konvertirao u današnji oblik. | 1 °C = 1 K                                         |
| 1848.  | Kelvinova     | Lord Kelvin                       | Apsolutna temperaturna skala čija je početna vrijednost apsolutna nula, definirana kao {\displaystyle {\tfrac {1}{273,16}}} dio termodinamičke temperature trojne točke vode.          | 1 K = 1 °C                                         |
| 1859.  | Rankineova    | William John Macquorn Rankine     | Kao i kod Kelvinove ljestvice, početna je vrijednost apsolutna nula, ali Rankineov stupanj je jednak Fahrenheitovom stupnju.                                                           | 1 °R = {\displaystyle {\tfrac {5}{9}}} °C (= 1 °F) |